# Olpium afghanicum
Espèce
Olpium afghanicum est une espèce de pseudoscorpions de la famille des Olpiidae.

## Distribution
Cette espèce est endémique d'Afghanistan. Elle se rencontre vers Kajkai.

## Étymologie
Son nom d'espèce lui a été donné en référence au lieu de sa découverte, l'Afghanistan.

## Publication originale
- Beier, 1952 : The 3rd Danish Expedition to Central Asia. Zoological Results 7. Pseudoscorpionidea (Chelicerata) aus Afghanistan. Videnskabelige Meddelelser fra Dansk Naturhistorisk Forening i Kjøbenhavn, vol. 114, p. 245-250.